# Perania siamensis
Espèce
Perania siamensis est une espèce d'araignées aranéomorphes de la famille des Pacullidae.

## Distribution
Cette espèce est endémique de Thaïlande.

## Étymologie
Son nom d'espèce, composé de siam et du suffixe latin -ensis, « qui vit dans, qui habite », lui a été donné en référence au lieu de sa découverte, le Siam.

## Publication originale
- Schwendinger, 1994 : Four new Perania (Araneae: Tetrablemmidae, Pacullinae) from Thailand and Malaysia. Revue suisse de Zoologie, vol. 101, no 2, p. 447-464.